# استان مرکزی
استان مرکزی از استان‌های ایران است. بزرگ‌ترین شهر و مرکز این استان شهر اراک است. استان مرکزی به‌عنوان پایتخت صنعتی ایران شناخته می‌شود. در روزگار کهن این مکان و بیشتر کوهستان‌های غرب ایران عراق نام داشت که در زمان تسلط اعراب بر ایران عراق عجم  یا جبال نامیده می‌شد که شامل بسیاری از استان‌های همجوار امروزی نیز بود. عراق معرب اراک است. این استان از شمال با استان البرز، از شمال غرب با استان قزوین، از غرب با استان همدان، از شمال شرق با استان تهران، از جنوب غرب با استان لرستان، از جنوب شرق با استان اصفهان و از شرق با استان قم همسایه است. استان مرکزی با مساحتی معادل ۲۹٬۵۳۰ کیلومتر مربع حدود ۱٬۸۲ درصد از مساحت کل کشور را به خود اختصاص داده است. براساس آخرین تقسیمات کشوری، استان مرکزی دارای ۱۲ شهرستان، ۲۶ بخش، ۳۵ شهر، ۶۶ دهستان، ۱٬۳۹۴ آبادی دارای سکنه و ۴۶ آبادی خالی از سکنه است. شهرستان‌های این استان عبارتند از: اراک، دلیجان، محلات، ساوه،  تفرش، خمین، فراهان، شازند، آشتیان، کمیجان، زرندیه و خنداب. شهرهای قم و گلپایگان نیز پیش‌تر جزو استان مرکزی بوده‌اند.
طبق برآورد سال ۱۴۰۳، جمعیت استان مرکزی ۱٬۵۳۰٬۲۰۱ نفر بوده است، که حدود ۷۲۳٬۸۴۲ نفر از آن در کلانشهر اراک ساکن هستند. ساوه و خمین نیز به ترتیب دومین و سومین شهرهای پرجمعیت استان مرکزی هستند که بالای ۱۰۰هزار نفر جمعیت دارند.

## نامگذاری

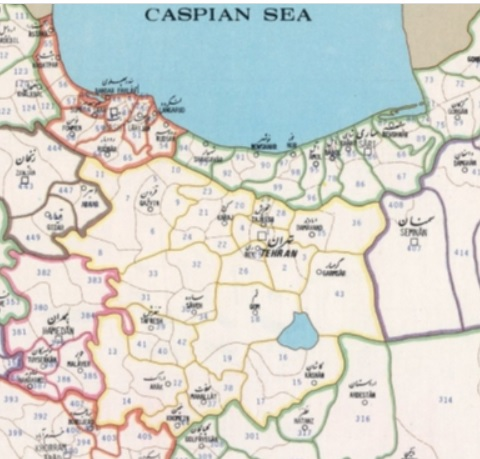
استان مرکزی سابق به مرکزیت تهران که در سال ۱۳۵۶ تجزیه شد. وجه تسمیه استان مرکزی فعلی از آن استان است.

نام استان مرکزی برای اولین بار در سال ۱۳۲۶ خورشیدی مطرح گردید. در آن سال استان مرکزی (به‌مرکزیت تهران) پهنه وسیعی از مرکز کشور شامل شهرستان‌های تهران، قزوین، ساوه، قم، دماوند و محلات بود. در سال ۱۳۵۶ مرکز استان مرکزی از تهران به اراک انتقال یافت. در مهر ۱۳۵۷ تهران و البرز کنونی تحت عنوان استان تهران از استان مرکزی جدا شد. تا سال ۱۳۶۵، استان قم نیز جزو این پهنه بود. در سال ۱۳۸۹ رئیس‌جمهور وقت، محمود احمدی‌نژاد پیشنهاد تغییر نام استان به استان آفتاب را مطرح کرد. دلیل وی برای طرح این پیشنهاد روشن نبودن نام مرکزی در تبیین هویت و معرفی فرهنگ استان بود اما این پیشنهاد در برنامه زنده تلویزیونی با مخالفت مجری برنامه و پس از آن با مخالفت برخی از نمایندگان استان مرکزی روبرو شد. بعد از این برای تغییر نام استان نام‌های دیگری مانند استان ماد و استان اراک نیز پیشنهاد شد.

## پیشینه

### پیش از اسلام
استان مرکزی در منطقه‌ای واقع شده است که در دوران باستان به آن ماد بزرگ، در اوایل دوره اسلامی ایالت جبال و در سده‌های بعد عراق عجم می‌گفتند. نام جبال برای اولین بار توسط اعراب به کوهستان‌های غرب ایران نسبت داده شد. در دوره سلجوقیان، خلفای عباسی لفظ عراق عجم (به‌معنای عراق غیر عرب) را به مناطق غربی ایران نسبت دادند.

#### مادها
زمانی که آریایی‌ها وارد ایران شدند متشکل از سه طایفه یا قوم بودند؛ قوم پارس در مناطق جنوبی کشور مستقر شدند، پارت‌ها در قسمت شرقی ایران ساکن شدند و مادها در مرکز و غرب ایران سکنی گزیدند.
بنا بر تحقیقات تاریخی، در گذشته سرزمین ماد به سه بخش عمده تقسیم شده بود:
- ماد آتروپاتن یا ماد علیا یا ماد کوچک (آذربایجان کنونی).
- ماد سفلی یا ماد بزرگ (که امروزه قسمت بزرگ آن را استان مرکزی تشکیل می‌دهد).
- ناحیه پارتاکنا (استان اصفهان امروزی).[۹][۱۰]

#### هخامنشیان
در دوران هخامنشیان سرزمین ایران به بیست و سه ساتراپی تقسیم می‌شده است که ماد سفلی (از ری تا همدان) که کمیجان امروزی است جزء ساتراپ دهم بوده است. فهرست بیست و سه‌گانه ساتراپی‌های ایران با توجه به تاریخ هرودت و سنگ‌نبشته‌های بیستون ثبت شده است.
استان مرکزی در روزگار هخامنشیان بخشی از ایالت مادها (ساتراپی دهم) و قسمت‌هایی از جنوب آن بخشی از سرزمین الیمائیس به‌شمار می‌رفته است. این استان در شمار کوست خوربران (یعنی جایی که خورشید از آنجا می‌رود) بود.

## جغرافیا

### جغرافیای طبیعی

#### آب و هوا
آب و هوای استان به علت وجود کوه‌های مرتفع، مجاورت با حاشیه مرکزی ایران، همجواری با بخشی از منطقه حوض سلطان، کویر میقان و حوزه آبریز دریاچه نمک و همچنین قرار گرفتن در محل تلاقی دو رشته کوه البرز و زاگرس، دارای آب و هوایی متنوع است. همچنین جهت و جریان وزش بادهای غربی ـ مدیترانه‌ای و اقیانوس اطلس، توده‌های هوای فشار زیاد اقیانوس هند و جریان‌های سرد آسیای مرکزی شرایط اقلیمی استان را تحت تأثیر خود قرار می‌دهد. مهم‌ترین انواع آب و هوای استان عبارتند از: آب و هوای نیمه‌بیابانی در مناطقی چون ساوه و زرندیه، آب و هوای معتدل کوهستانی همراه با زمستان سرد و تابستان معتدل، در شهرستان‌هایی مانند اراک، خمین، تفرش و محلات. آب و هوای سرد کوهستانی با زمستانی سرد و برفی و تابستانی خنک در محدوده‌های جغرافیایی شهرستان شازند. همچنین در بخش‌هایی از شهرستان فراهان به‌ویژه روستای کسرآصف چشم‌انداز سرسبزی دارد.

#### دشت‌ها و بیابان‌ها
استان مرکزی در دوره کواترنری مرطوب بوده و بارش‌های آن روزگار که باعث شسته شدن رسوبات از کوه‌ها و انباشت آن‌ها در بخش‌های پست شده دشت‌های حاصلخیزی چون دشت فراهان، دشت شازند، دشت ساوه و دشت زرند را به وجود آورده است. پست‌ترین نقطه استان دشت مسیله با ۹۵۰ متر بلندا از سطح دریاست.

#### کویر

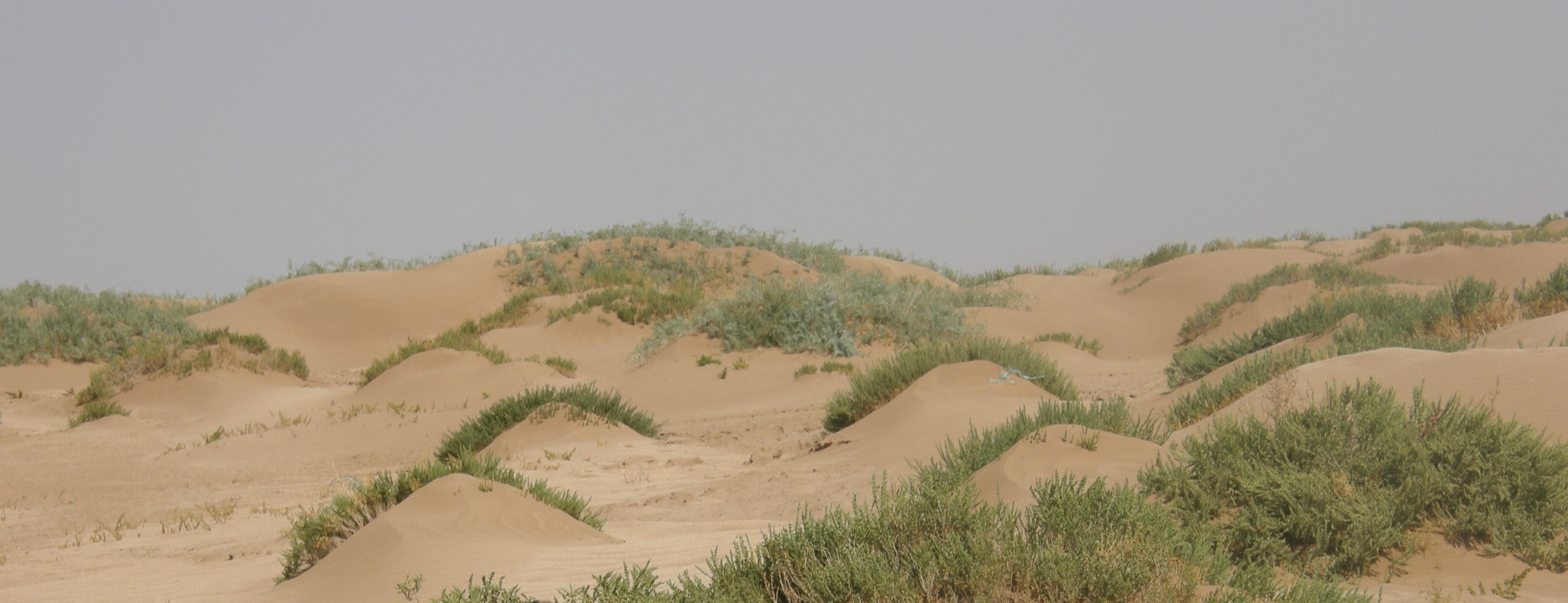
کویر میقان در نزدیکی شهر داوودآباد

#### دریاچه‌ها و تالاب‌ها
دریاچه میقان

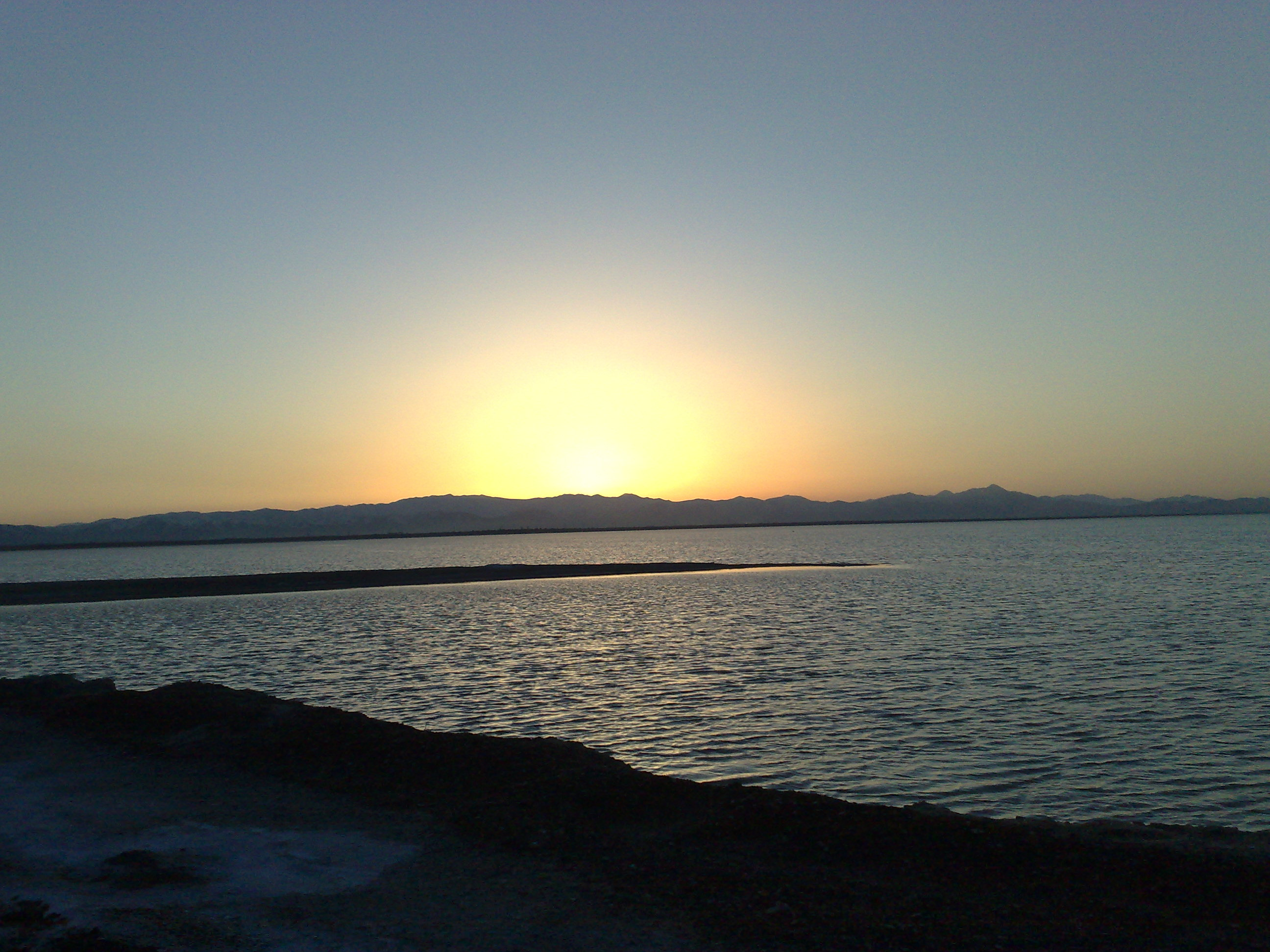
تالاب میقان در شمال شرقی اراک

این دریاچه در شمال شرقی اراک و در دشت فراهان قرار دارد، مساحتش بسته به میزان بارندگی از صد تا صد و ده کیلومتر مربع تغییر می‌یابد. آب این دریاچه شور است. از نظر اقلیم زمستان‌های معتدلی دارد و همین سبب شده تا در پاییز و اوایل زمستان زیستگاه پرندگان و به ویژه پرندگان مهاجر باشد.
دریاچه خورهه
این دریاچه دائمی از یکی از معدود دریاچه‌های معدنی استان مرکزی است. خودجوش است و حاوی ترکیبات گوگردی، غیر از آن به سبب جایگاه تاریخی‌اش دارای اهمیت است. همچنین از لحاظ علم پزشکی نیز مورد توجه است.
دریاچه قاسم‌آباد
دریاچه‌ای طبیعی است در غرب خنداب، در منطقه‌ای کوهستانی بین روستاهای اوچ‌تپه و قاسم‌آباد. میزان آبش بسته بارندگی متغیر است به گونه‌ای که در دوره‌های خشکسالی گاهی خشک می‌شود و در دوره‌های پربارش قابل قایقرانی است. وسعتش بین دو تا سه کیلومتر متغیر است و در پاییز و ابتدای زمستان محل تجمع پرندگان مهاجر است.

#### کوه‌ها
۷۵٪ از مساحت استان را ناهمواری‌ها تشکیل داده است. کوه‌های استان مرکزی که در دوره ترشیاری شکل گرفته‌اند از شمال غربی به جنوب شرقی کشیده شده‌اند. کوه‌های استان مرکزی دو گروه هستند یکی کوه‌های مرکزی در شهرستان‌های کمیجان، تفرش مانند کوه گوند قرمز روستای کسرآصف و قسمت‌هایی از ساوه و دیگری کوه‌های زاگرس در جنوب استان و در شهرستان‌های شازند و خمین. کوه‌های راسوند در جنوب شازند و سفیدخانی در جنوب اراک از مهم‌ترین کوه‌های استان هستند و قله شهباز با ۳۳۸۸ بلندی، در کوه‌های راسوند بلندترین کوه استان محسوب می‌شود.

#### رودخانه‌ها
در حال حاضر میزان آب بدست آمده از رودخانه‌ها، قنات‌ها و چشمه‌ها در استان حدود۲/۴ میلیارد متر مکعب است که تنها ۵۰ درصد از این حجم به مصرف کشاورزی می‌رسد.

#### چشمه‌ها
چشمه‌های موجود در استان همانند: چشمه میشو چناس، سراب چناس چشمهٔ عمارت، چشمهٔ عباس‌آباد، چشمهٔ پنجعلی، چشمهٔ اسکان، چشمه بلاغ حک (کیخسرو)، چشمهٔ انجدان، چشمهٔ محلات، چشمهٔ سنگستان و چشمهٔ بالقلو نقش مهمی در تأمین آب مصرفی استان دارد.

## جغرافیای سیاسی

#### تقسیمات کشوری
در سال ۱۳۱۶ کشور ایران به ۲۷ قسمت تقسیم گردید که شهرهای ساوه، زرند، عراق عجم، خمین و محلات از قسمت‌ها اصلی این تقسیم‌بندی بودند، در همان سال براساس قانون کشور به ۱۰ استان و ۴۹ شهرستان تقسیم گردید که استان‌ها برحسب شماره نام‌گذاری گردیدند که استان مرکزی امروزی در استان یکم قرار داشت.
در تغییر دیگری که در قانون تقسیمات کشوری در سال ۱۳۳۹ اتفاق افتاد، استان‌ها به جای نام به اسامی اصلی و تاریخی خود نامیده شدند و براساس این قانون کشور به ۱۴ استان، ۶ فرمانداری کل، ۱۳۹ فرمانداری، ۴۹ بخش‌داری تقسیم گردید که بخش اعظم استان مرکزی فعلی در استان مرکزی آن زمان به مرکزیت شهر تهران قرار گرفت، براساس قانون مورخه ۸/۱۲/۱۳۵۶ استان مرکزی به دو استان تهران به مرکزیت شهر تهران و استان مرکزی به مرکزیت اراک تبدیل شد، که شهرهای تابعه استان مرکزی به این شرح بودند: اراک، ساوه، قم، خمین، تفرش، کاشان
براساس تصویب‌نامه سال ۱۳۵۷ شهر کاشان از استان مرکزی جدا به استان اصفهان افزوده شد، براساس قوانین سال‌های ۱۳۵۸ و ۱۳۵۹ شهرهای سربند و دلیجان به استان مرکزی اضافه و در سال ۱۳۶۵ شهرستان قم از استان مرکزی جدا و به استان تهران الحاق و در سال ۱۳۷۵ مستقلاً به استان تبدیل گردید.
از جمله این شهرهای این استان می‌توان به کمیجان، نراق، آوه، آستانه، نیم‌ور و ساروق، وفس، چهرقان و کرهرود، مشکویه اشاره کرد.

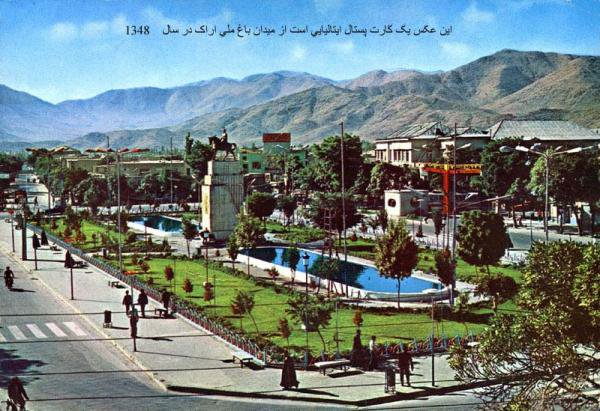
میدان باغ‌ملی اراک در سال ۱۳۴۸

میدان شهرداری کمیجان

## پوشش گیاهی و جانوری

### جنگل‌ها
استان مرکزی از جمله استان‌هایی است که از نظر پوشش جنگل‌های طبیعی بسیار فقیر است. سرانه جنگل در این استان شانزده برابر از سرانه آن در ایران پایین‌تر است. اما در جاده‌ای که به روستای کسرآصف کمیجان ختم می‌شود باغ‌های زیبایی وجود دارد که جنگل گونه‌اند و دست کمی از جاده چالوس ندارند و همچنین دره سرسبز وفس کمیجان که به طول ۱۵ کیلومتر است و در مسیر ارتباطی کمیجان به سمت ساوه قرار دارد. همچنین روستای کسرآصف دارای زیبایی‌هایی نظیر غار اینجیل آغاجی (درخت انجیل) هست و برخی بخش‌ها مانند ساوه و شازند و تفرش تاج پوشش ۵ تا ۱۰ درصد هستند و برخی دیگر از بخش‌ها مانند دلیجان، محلات، خمین، اراک، کمیجان و زرندیه دارای تاج پوشش ۱ تا ۵ درصد هستند. از جمله جنگل‌های موجود در استان می‌توان به پارک‌های جنگلی و جنگل‌های دست کاشت (۸۳۹٫۵ هکتار) اشاره کرد. مساحت جنگل‌های طبیعی استان مرکزی ۱۵۱۲۷/۵۴۷۱ هکتار است. سرانه جنگل (جنگل‌های طبیعی و دست کاشت) نزدیک به ۱۲۸ مترمربع است. در استان چهار ذخیره گاه جنگلی وجود دارد که شامل ذخیره گاه بلوط و سماق در شهرستان شازند با وسعت ۲۱۰ و ۷۵ هکتار و بنه در شهرستان تفرش با وسعت ۲۰ هکتار و خونیار واقع در شهرستان ساوه به مساحت ۲۰۰۰ هکتار است.

### مراتع
مراتع استان که عمدتاً گیاهان بوته‌ای هستند به دلیل آب و هوای مختلف دارای تنوع زیادی هستند و در مجموع ۶۶٪ کل استان را پوشش می‌دهند.

### گونه‌های جانوری
حدود ۳۳۵ گونهٔ جانوری شامل: ۵۳ گونه پستاندار، ۲۰۵ گونه پرنده، ۵۴ گونه خزنده، ۴ گونه دوزیست و ۱۹ گونه ماهی در این استان موجود هستند. نماد محیط زیست طبیعی این استان پازن است که در استان به تگه نیز مشهور است. جانورانی مانند آهو، کل و بز، قوچ، میش، شغال، روباه، گرگ، خوک، خرگوش، تشی، خرس قهوه‌ای، پلنگ، گربه پالاس، سیاه‌گوش، سمور، لاک‌پشت، کبک، تیهو، کوکر، باقرقره و پرندگان مهاجر درنا، آنقوت، غاز و مرغابی چنگر در مناطق کوهستانی و استپی حفاظت شده‌استان زندگی می‌کنند.

### مناطق حفاظت شده
منطقه حفاظت شده هفتادقله
این منطقه کوهستانی مساحتی برابر ۸۲۱۲۵ هکتار دارد، و بین شهرستان‌های اراک، محلات و خمین قرار دارد. این منطقه از سال ۱۳۵۳ تحت کنترل سازمان حفاظت محیط زیست درآمده است. این منطقه نمونه بارز یک اکوسیستم کوهستانی است به خاطر ارزش‌های زیستگاهی اش از زمان‌های قدیم به عنوان یکی از بهترین شکارگاه‌های کشور به حساب می‌آمده، وجود بیش از هفتاد کتیبه که قدیمی ترینشان به چهارصد سال پیش متعلق است نشانه‌ای بر این مدعا است. در این منطقه بیش از دویست گونه گیاهی وجود دارد و حیات وحش آن عبارت است از: قوچ و میش، کل و بز، آهو، پلنگ، گراز و گونه‌های مختلف پرندگان از جمله غاز خاکستری، اردک، لک لک سفید، بلدرچین، هوبره، فاخته و…
مناطق حفاظت شده چرا و وفس
این مناطق کوهستانی است و پوشش گیاهی بین بیست و پنج تا شصت درصد و همچنین آب فراوان دارد. کوه‌های کوچک زار، خشکه، وحش و لجور در این مناطق قرار دارند و حیات وحش آن عبارت اند از: قوچ و میش، آهو، گرگ، روباه، خرگوش، کبک، تیهو، باقرقره، فاخته و ….
منطقه حفاظت شده سربند
این منطقه بیشتر از تپه ماهورها تشکیل یافته، زمستان‌های سرد و تابستان‌های معتدل دارد و حیات وحش آن را قوچ و میش و به ویژه کبک تشکیل می‌دهند. دره مالمیر و باغ سماق لو که از مناطق زیبای استان به‌شمار می‌روند در این منطقه واقع‌اند.

### منطقه حفاظت شده الوند (خمین)
این منطقه با مساحت ۸۶۱۸ هکتار در سال ۱۳۸۱ حفاظت شده اعلام شد. این ناحیه جزء رویشگاه‌های ایران-تورانی به‌شمار می‌رود.

### محصولات کشاورزی

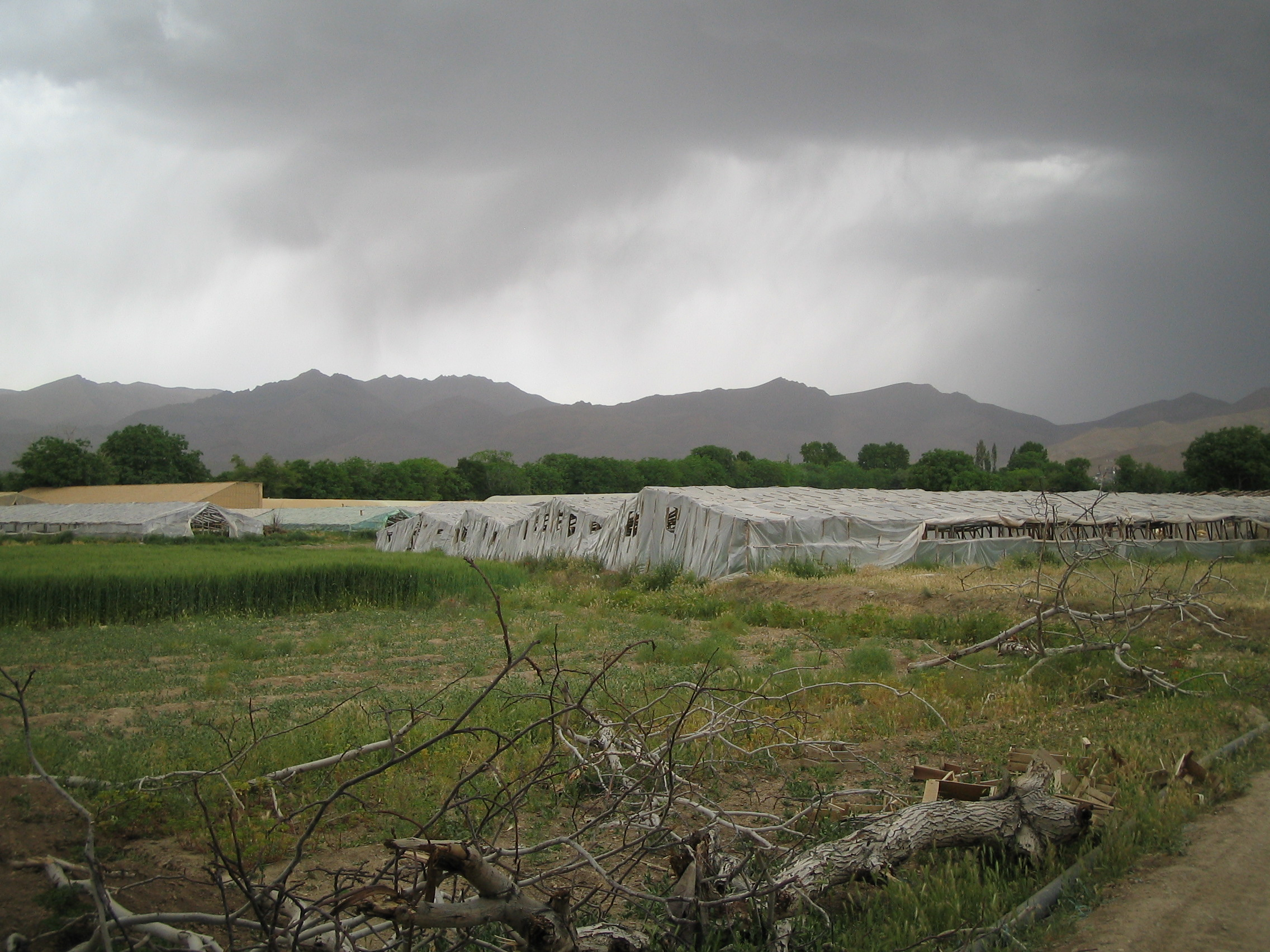
چشم‌اندازی از گلخانه‌های شهر محلات

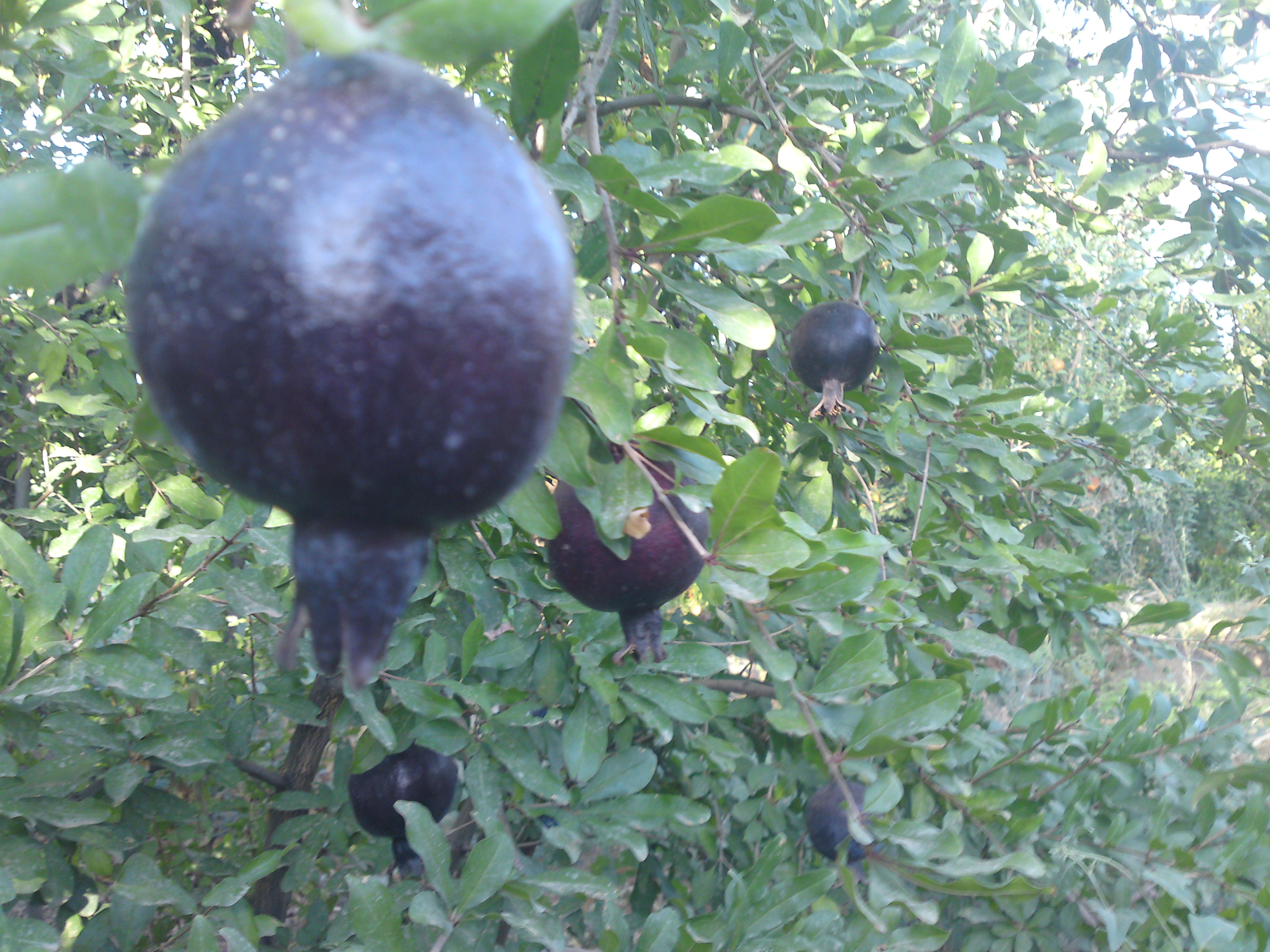
انار پوست سیاه ساوه

پرورش گل در شهر محلات

به‌طور کلی ۱۹ درصد از مساحت استان مرکزی زمینهای کشاورزی و ۵۷ درصد مرتع و بقیه غیر مزروعی (شهرها، جاده‌ها، دریاچه و…)است. محصولات کشاورزی استان شامل گندم، جو، آفتابگردان، حبوبات، پنبه، چغندرقند، گوجه فرنگی، پیاز، انگور، خشکبار، سبزیجات، انار، طالبی، هلو، پسته، بادام و گردو است.
از مهم‌ترین قابلیت‌های کشاورزی در استان مرکزی می‌توان به تولید گل و گیاه اشاره کرد. سطح زیر کشت گل و گیاهان زینتی در این استان هزار و ۹۱ هکتار است که از این میزان ۳۷۱ هکتار به صورت گلخانه و بقیه در فضای باز است. شهرستان محلات در این استان که به عنوان قطب تولید گل و گیاهان زینتی کشور مطرح است، بیشترین سطح زیر کشت گل و گیاه را به خود اختصاص داده است. ایستگاه ملی تحقیقات گل و گیاهان کشور در شهرستان محلات قرار دارد که هدایت فنی و علمی و پشتیبانی مالی تحقیقات گل کشور در ۷ سایت، لاهیجان، تنکابن، ورامین، کرج، جیرفت، دزفول و اصفهان بر عهده این ایستگاه می‌باش.
از دیگر محصولات کشاورزی استان تولید لوبیا است که بیش از ۹۰٪ آن در شهرستان خمین کاشت می‌شود. به همین سبب استان مرکزی به عنوان یکی از قطب‌های تولید لوبیا در کشور مطرح بوده و ایستگاه ملی تحقیقات لوبیای کشور در این استان و در شهرستان خمین قرار دارد
انار از دیگر محصولات کشاورزی استان است که در شهرستان ساوه تولید می‌شود. شهرستان ساوه بهترین نوع انار در کشور را تولید می‌کند و محصول آن شهرتی جهانی دارد، به صورتی که در دنیا به یک برند معتبر تبدیل شده است. سالانه ۷۸۰ نوع انار در ساوه تولید می‌شود
تولید پسته ارگانیک از دیگر محصولات کشاورزی استان است که در شهرستان زرندیه شهر پرندک کاشت می‌شود. استان مرکزی مقام ششم تولید پسته کشور را داراست و بزرگ‌ترین باغ تولید پسته ارگانیک کشور در این استان قرار دارد.

## مردم

### جمعیت
جمعیت استان مرکزی طبق آخرین سرشماری نفوس و مسکن در سال ۱۳۸۵ بالغ بر ۱٬۳۲۶٬۸۲۶ بوده است که از این تعداد ۱۰۱۵۳۷۵ باسواد بوده‌اند.
استان مرکزی از مهاجرپذیرترین استان‌های ایران پیش از انقلاب ۱۳۵۷ بود؛ به‌طوری‌که براساس سرشماری رسمی انجام شده در سال ۱۳۳۵، ۴۴ درصد از ۲ میلیون ایرانی که در آن دوره اقدام به مهاجرت داخلی نمودند، این استان را مقصد نهایی خود برای سکونت انتخاب کرده‌اند. این فرایند جذب مهاجر داخلی در دهه بعد افزایش یافت و به میزان ۶۷ درصد از ۲٫۳ میلیون نفر مهاجر افزایش یافت. اما در دهه ۵۰ و همچنین سال‌های بعد از انقلاب ۱۳۵۷ ایران، این مهاجرت کاهش یافت و ایرانیان مهاجر، تمایل بیشتری برای حضور در استان تهران و شهر تهران داشتند.

### عشایر
جمعیت عشایر استان مرکزی در سرشماری عشایر کوچنده در سال ۱۳۸۷
| ایل                  | استان‌ها                            | خانوار | جمعیت به نفر | شهرستان محل اقامت در استان مرکزی |
| -------------------- | ---------------------------------- | ------ | ------------ | -------------------------------- |
| ایل ذلکی بختیاری     | مرکزی - خوزستان - لرستان -اصفهان   | ۵۱     | ۳۳۹          | خمین                             |
| ایل شاهسون بغدادی    | مرکزی - قم - قزوین - تهران - همدان | ۳۹۱    | ۲۰۹۱         | ساوه - زرندیه                    |
| ایل مغان             | مرکزی - تهران                      | ۱۴۰    | ۶۲۷          | ساوه - زرندیه                    |
| ایل کرد همدان        | مرکزی - همدان - قم                 | ۱۵۲    | ۸۸۲          | ساوه                             |
| طایفه مستقل کله کوهی | مرکزی - قم - قزوین - تهران         | ۱۳۰    | ۷۲۲          | زرندیه                           |
| مجموع                | -                                  | ۸۶۴    | ۴۶۶۱         | -                                |

### زبان
زبان میانجی مردم استان مرکزی فارسی است. در برخی مناطق مانند دهستان رودبار تفرش و اکثر روستاهای شهرستان‌های فراهان، خنداب، کمیجان، شازند، اراک، ساوه، زرندیه و خمین به زبان زبان ترکی آذربایجانی و لری نیز سخن می‌گویند. در بخش گسترده‌ای از مناطق غربی و جنوبی استان، در مرز لرستان و همدان در شهرهای خمین، شازند وخنداب مردم به زبان لری با گویش لری بختیاری و لری ثلاثی صحبت می کنند که دامنه آن تا شهراراک نیز کشیده شده‌است.در دلیجان مردم به زبان راجی سخن می‌گویند. در برخی روستاهای شهرستان‌های کمیجان مانند وفس، زرندیه مانند الویر و تفرش مانند کهک به زبان تاتی سخن گفته می‌شود که ریشه در زبان مادی دارد. خلجی که در بخش خلجستان استان قم بیشتر گویشور دارد، در روستاهای آشتیان و تفرش نیز گویشور دارد. در پاره‌ای از روستاهای شازند، خرقان و ساوه که ارمنی‌نشینند و نیز در بخشی از شهر اراک که تا چند دههٔ پیش ارمنی‌نشین بود، زبان ارمنی نیز صحبت می‌شد.
زبان کُردی نیز در میان کُردهای استان مرکزی که به کلهر معروف هستند، مورد استفاده قرار می‌گیرد. ایل کلهر در حوالی شهرستان ساوه و در بین رودخانه قره چای و شهرستان همدان سکنا دارد.بر طبق پژوهشی از سوی اطلس زبان‌های ایران جمعیت زبانی استان مرکزی زبان‌های فارسی محلی در حدود ۴۲ درصد، فارسی گونهٔ معیار حدود ۳۳ درصد، گروه ترکی ۱۴ درصد، گروه لری ۴ درصد، آمیخته ۳، راجی ۲ درصد، خلجی زیر ۱درصد، زبان تاتی جنوبی زیر ۱درصد، لکی زیر ۱ درصد و کردی زیر ۱ درصد هستند.

### اقوام

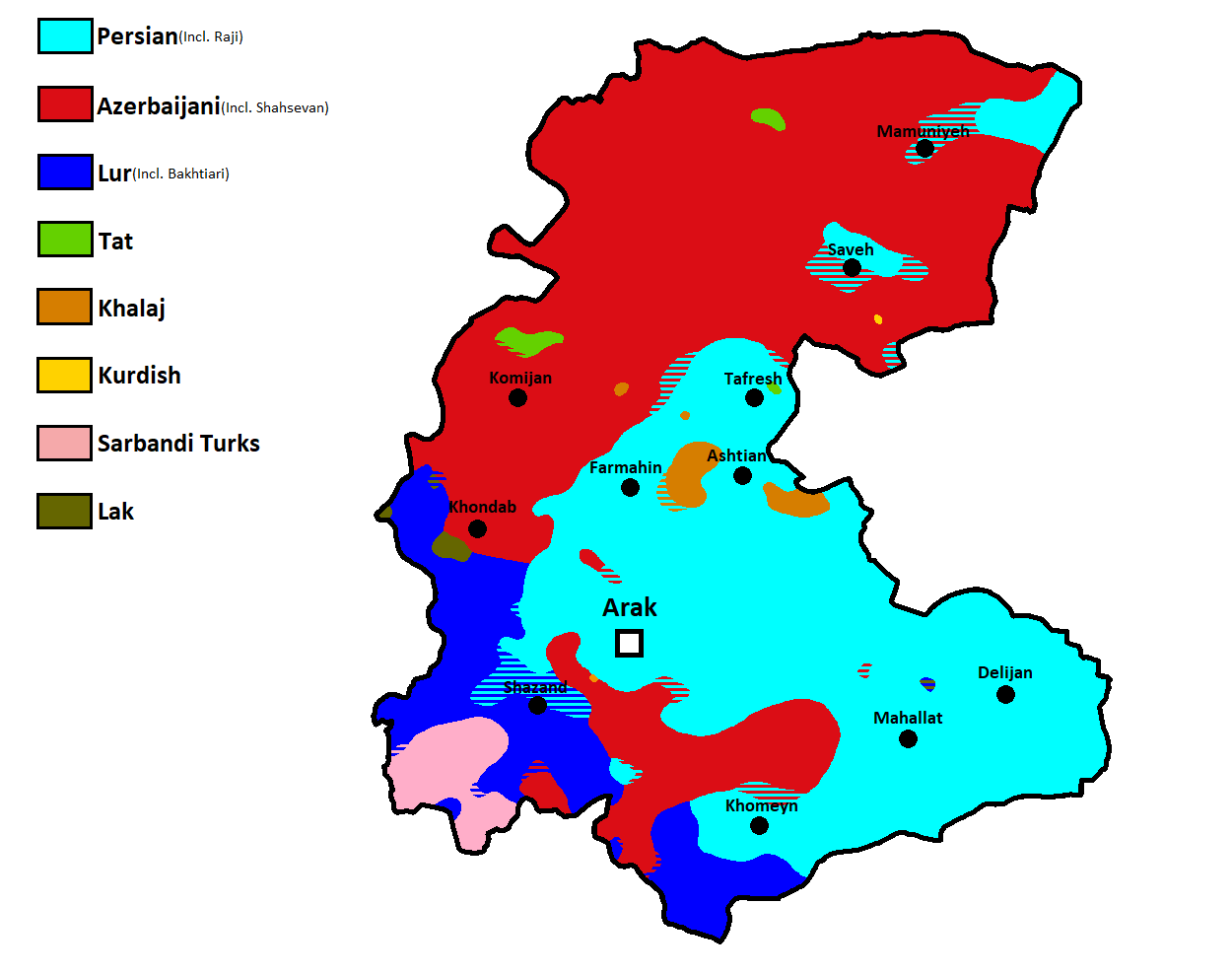
پراکنش اقوام در مرکزی

نظرسنجی سال ۱۳۸۹
طی پژوهشی که به سفارش شورای فرهنگ عمومی در سال ۱۳۸۹ انجام شد و براساس یک بررسی میدانی و یک جامعه آماری از میان ساکنان ۲۸۸ شهر و حدود ۱۴۰۰ روستای سراسر کشور، درصد اقوامی که در این نظر سنجی نمونه‌گیری شد در این استان به قرار زیر بود:
| اقوام استان مرکزی | اقوام استان مرکزی | اقوام استان مرکزی | اقوام استان مرکزی | اقوام استان مرکزی |
| ----------------- | ----------------- | ----------------- | ----------------- | ----------------- |
| قومیت             | قومیت             |                   | درصد              | درصد              |
| فارس              | فارس              |                   | ۷۳٫۳٪             | ۷۳٫۳٪             |
| آذری              | آذری              |                   | ۲۰٫۸٪             | ۲۰٫۸٪             |
| لر                | لر                |                   | ۲٫۷٪              | ۲٫۷٪              |
| کُرد               | کُرد               |                   | ۱٫۳٪              | ۱٫۳٪              |
| عرب               | عرب               |                   | ۰٫۷٪              | ۰٫۷٪              |
| سایر و بدون جواب  | سایر و بدون جواب  |                   | ۲٫۶٪              | ۲٫۶٪              |

### ادیان
قبل از ورود اسلام به ایران اهالی این منطقه پیرو دین زرتشتی بودند و وجود آتشکده‌های گوناگون مانند آتشکده وره در آشتیان، آتشکده خورهه در محلات، آتشکده برزو در راهجرد و آتشکدهٔ فردقان در کمیجان شاهد این مدعاست.
هم‌اکنون اهالی استان مرکزی اکثراً مسلمان و شیعه هستند و مسیحیان ارمنی و زرتشتیان و عده‌ای کم از کلیمیان از اقلیت‌های مذهبی این استان هستند.

### غذاها
استان مرکزی دارای غذاهای سنتی متنوعی است:
دوگوله یا آبگوشت، کله‌جوش (کال‌جوش یا دوغ گرمه)، آش ترخینه، آش اشکنهٔ اراک (اُو گرمه)، پتله‌پلو، کوفته تفرشی (گندله)، آش گندینه، رشته‌پلو، شفته اراکی (کوفته اراکی)، گوشتابهٔ اراک، کباب ته‌تالی، خورشت لوبیا محلاتی (مختص محلات)

## اقتصاد
استان مرکزی از جمله استان‌های صنعتی کشور است و از دید تنوع و گوناگونی تولید رتبه نخست کشور را دارد. بخش‌های خدمات، صنعت و کشاورزی به ترتیب اهمیت پایه اقتصاد استان را تشکیل می‌دهند.
با توجه به وجود بیش از ۳۰۰۰ واحد تولیدی و صنعتی در استان مرکزی، بهره‌مندی از صنایع مادر و حلقه‌های واسط کلیدی در تولید کشور، سرمایه‌گذاری در طرح‌های صنعتی استان بالا بوده به‌طوری‌که این استان همراه در رتبه ممتازترین استان‌ها در جذب سرمایه‌گذاری صنعتی را دارا است.
از مزیت‌های سرمایه‌گذاری در بخش صنعت استان می‌توان به نزدیک بودن به پایتخت، وجود ظرفیت‌های مکانی مناسب به لحاظ وجود شهرک‌های صنعتی در استان، برخورداری از موقعیت خاص جغرافیایی و قرارگیری در کریدور ترابری بین‌المللی، وجود صنایع بزرگ و مادر، تجربه نیم قرن توسعه صنعتی، وجود منابع و ذخایر معدنی نظیر سنگ آهن، سولفات سدیم، سیلیس، فلدسپات و انواع سنگ و…، وجود ظرفیت ایجاد صنایع تبدیلی کشاورزی، وجود نیروی کار متخصص، وجود خوشه صنایع ریلی و انرژی، انجمن‌های تخصصی در استان، قرارگیری در مسیر خطوط اصلی انتقال و تأمین انرژی و پائین بودن نسبی خطر زلزله در استان اشاره کرد.

### صنایع و محصولات صنعتی
استان مرکزی طی پنج دهه گذشته چهره‌ای صنعتی به خود گرفت و با راه‌اندازی طرح‌های صنعت نفت و پتروشیمی به یکی از بزرگ‌ترین مراکز صنایع استراتژیک کشور تبدیل شد. از تولیدات عمده استان می‌توان به آلومینیوم، محصولات آلومینیومی، ریخته‌گری فلزات سنگین، تجهیزات صنایع نفت و گاز، تجهیزات نیروگاهی و صنعتی، ماشین‌آلات کشاورزی و عمرانی، خودروهای ریلی، محصولات پتروشیمی و پالایشگاهی، رنگ‌های صنعتی، منسوجات، شیشه و جام، بلور، انواع لاستیک خودرو، سیم و کابل، شوینده‌ها، دوده صنعتی، الیاف مصنوعی، انواع سنگ ساختمانی، لوازم خانگی و کاشی، لوله و پروفیل فولادی و پی وی سی و … اشاره کرد.
کانون اصلی صنعت استان به ترتیب در ساوه، اراک، دلیجان و محلات است.

### پتروشیمی و پالایشگاه
پالایشگاه نفت امام خمینی شازند اراک یکی از پالایشگاه‌های بزرگ ایران است که در استان مرکزی واقع شده است. این پالایشگاه از شرکت‌های فرعی شرکت ملی پالایش و پخش فراورده‌های نفتی ایران است و به عنوان بزرگ‌ترین پالایشگاه تک واحدی ایران در سال ۱۳۷۲ با ظرفیت اسمی ۱۵۰ هزار بشکه در روز راه‌اندازی گردید، همچنین نخستین پالایشگاهی است که کار مطالعه و عملیات اجرای آن بعد از انقلاب اسلامی و در نخستین سال بعد از جنگ تحمیلی آغاز شد. بزرگ‌ترین طرح تولید بنزین کشور در این پالایشگاه در حال بهره‌برداری است. این طرح پالایشگاه اراک را به بزرگ‌ترین پالایشگاه تولید بنزین در کشور تبدیل می‌کند.
پتروشیمی شازند اراک یکی از بزرگ‌ترین تولیدکننده محصولات پلیمری، مواد شیمیایی و از طرح‌های زیر بنایی کشور است که در سال ۱۳۶۳ به تصویب رسید و فاز اول آن در سال ۱۳۷۲ مورد بهره‌برداری قرار گرفت. این مجتمع در جوار پالایشگاه نفت شازند اراک واقع در کیلومتر ۲۲ جاده اراک - بروجرد و در زمینی به مساحت ۵۳۲ هکتار احداث گردیده است.

### شهرک‌های صنعتی
تعداد شهرک‌های صنعتی در استان مرکزی به ۳۵ شهرک و ناحیه صنعتی می‌رسد که از نظر میزان زمین واگذاری شده در کشور رتبه اول را دارد.

### بورس
استان مرکزی دارای بورس منطقه‌ای در شهر اراک است که به عنوان بیست و دومین بورس منطقه‌ای کشور در سال ۱۳۸۵ افتتاح گردید. تالار بورس استان مرکزی اولین تالار بورس خصوصی کشور است که کارگزاری آن توسط شرکت کارگزاری بانک پاسارگاد انجام می‌شود.

### مناطق ویژه اقتصادی
نخستین منطقه ویژه اقتصادی استان با ارتقاء شهرک صنعتی کاوه به منطقه ویژه اقتصادی کاوه ایجاد گردید. هدف ایجاد این منطقه ویژه گسترش صادرات غیرنفتی از استان اعلام شده است. موقعیت ویژه ترانزیتی، زمینی، ریلی و هوایی، نزدیکی به پایتخت، همجواری با فرودگاه بین‌المللی امام خمینی، وسعت سرزمینی مناسب، وجود زیر ساختهای مطلوب و استاندارد برای توسعه آتی منطقه، افزایش منابع آبی مورد نیاز، وجود شبکه آبرسانی و شبکه جمع‌آوری فاضلاب شهری، وجود شبکه گاز شهری، مخابرات، تصفیه خانه صنعتی، فضای سبز شهری مناسب با استاندارد زیست‌محیطی از جمله ویژگی‌های این منطقه است.

## انرژی و منابع

### انرژی فسیلی
نیروگاه حرارتی شازند اراک یکی از نیروگاه‌های حرارتی ایران است که ظرفیت تولید ۱۳۰۰ مگاوات برق را دارد و شامل ۴ واحد بخار ۳۲۵ مگاواتی است. این نیروگاه ۵٪ برق کشور را تولید می‌کند.
نیروگاه رودشور که در کیلومتر ۴۴ آزادراه تهران - ساوه و در محدوده شهرستان زرندیه قرار دارد، یکی دیگر از منابع تولید برق در استان است که با ظرفیت ۲٬۱۶۲ مگاوات برق تولید می‌کند. این نیروگاه از نوع حرارتی است و به‌عنوان بزرگ‌ترین نیروگاه خصوصی کشور شناخته می‌شود.

### تأسیسات آب سنگین اراک
نخستین تلاش برای تهیه آب سنگین در ایران در سال ۱۳۶۳ به‌طور آزمایشگاهی و با استفاده از روش الکترولیز انجام شد، اما تلاش‌ها در این زمینه نتیجه‌ای دربرنداشت. پس از فراغت سازمان انرژی اتمی از پروژه‌های نیمه‌صنعتی افزایش غلظت و تبدیل اورانیوم بین سال‌های ۱۳۷۰ تا ۱۳۷۷، پیشنهاد اجرای یک پروژه صنعتی آب سنگین به سازمان ارائه و پس از مدتی با ابلاغ شورای معاونان سازمان انرژی اتمی اجرای این طرح آغاز شد؛ اما با توجه به محدودیت‌ها در کسب اطلاعات علمی و فنی از کشورهای خارجی و جذب نشدن نیروهای حرفه‌ای این پروژه تا سال ۱۳۷۷ به تعویق افتاد. در این سال‌ها علاوه‌بر تهیهٔ دانش فنی، طراحی‌های پایه، مقدماتی، شروع طراحی تفصیلی، مطالعات و عملیات سایت‌یابی انجام شد و در این میان سایت اراک انتخاب گردید.
کار ساخت مجتمع از سال ۱۳۷۷ خورشیدی آغاز و تمامی مراحل طراحی و اجرای آن توسط متخصصان ایرانی انجام شد. بهره‌برداری از این نیروگاه در سال ۱۳۸۵ و توسط محمود احمدی‌نژاد رئیس‌جمهور وقت انجام گردید. در آبان ۱۳۹۲ آژانس بین‌المللی انرژی اتمی در گزارش فصلی خود خبر داد که ایران پس از روی کار آمدن حسن روحانی توسعه فعالیت‌های هسته‌ای را متوقف کرده است. این اولین گزارشی بود که آژانس بین‌المللی انرژی اتمی پس از ریاست‌جمهوری حسن روحانی منتشر کرد. ایران اعلام کرده بود نیروگاه آب سنگین اراک در سه‌ماهه اول سال ۲۰۱۴ شروع به‌کار خواهد کرد اما بعداً آن را به تعویق انداخت. نیروگاه شامل آب سنگین و آب سبک است که از محصولات جانبی آب سنگین به‌شمار می‌رود.
تولیدات آب سبک جهت درمان و پیشگیری از سرطان کاربرد دارد. آب سنگین تولیدی این نیروگاه در حوزه‌های مختلف از جمله زیست‌شناسی، پزشکی و فیزیک کاربرد دارد. همچنین از آن به‌عنوان مادهٔ خنک‌کننده برای نیروگاه‌های هسته‌ای و تولید رادیودارو استفاده می‌شود. فعالیت نیروگاه آب سنگین اراک یکی از موارد نگرانی غربی‌ها دربارهٔ برنامه هسته‌ای ایران بوده است. مخالفان برنامه هسته‌ای ایران مدعی‌اند این نیروگاه می‌تواند در صورت آغاز و گسترش فعالیت، پلوتونیوم قابل استفاده در ساخت سلاح هسته‌ای را تولید کند.

### انرژی آبی
سد الغدیر ساوه یکی از نیروگاه‌های برق‌آبی استان است که ظرفیت تولید برق آن ۱۵ مگاوات است. این سد در سال ۱۳۷۲ به بهره‌برداری رسید.

## جاذبه‌های گردشگری

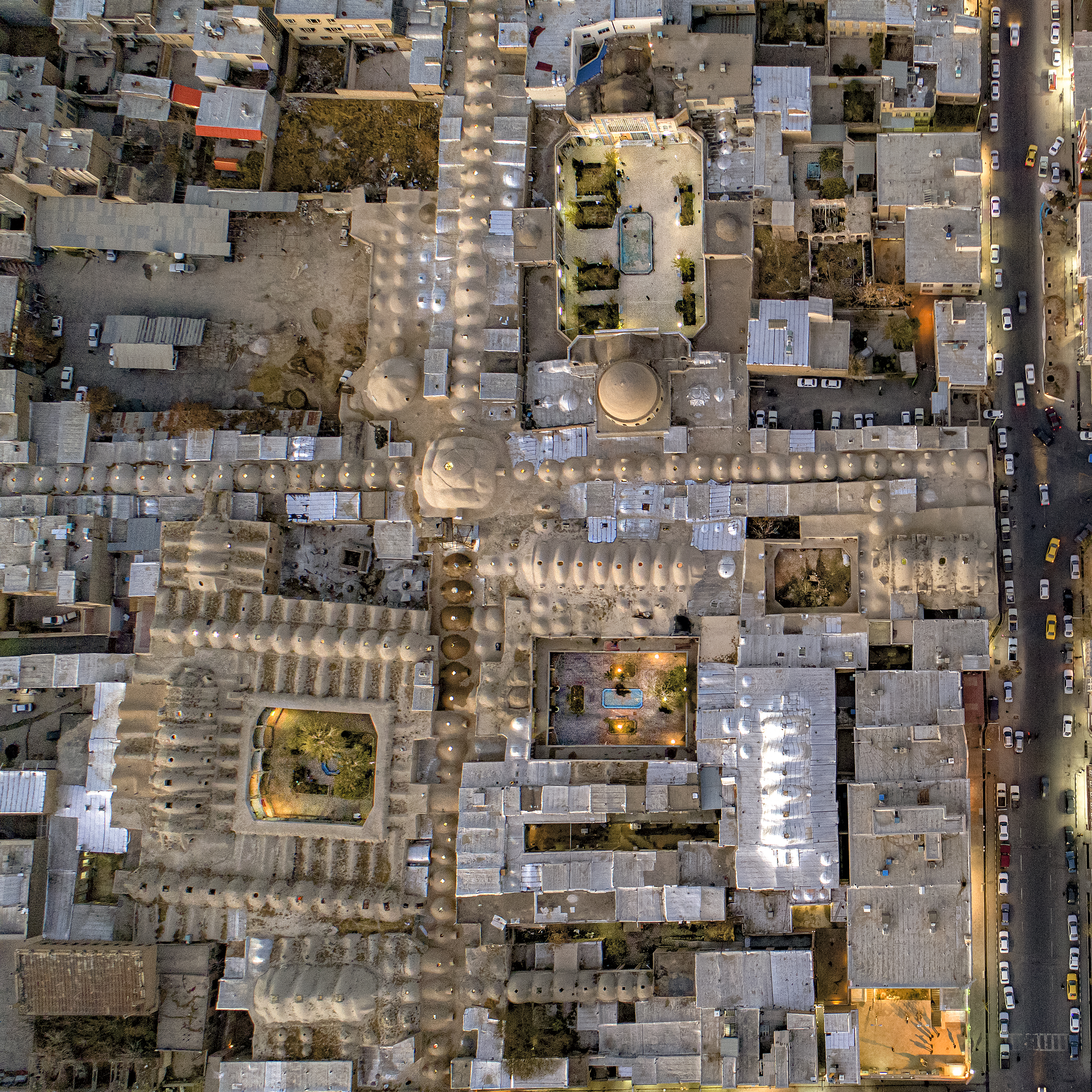
بازار اراک
حمام چهارفصل اراک
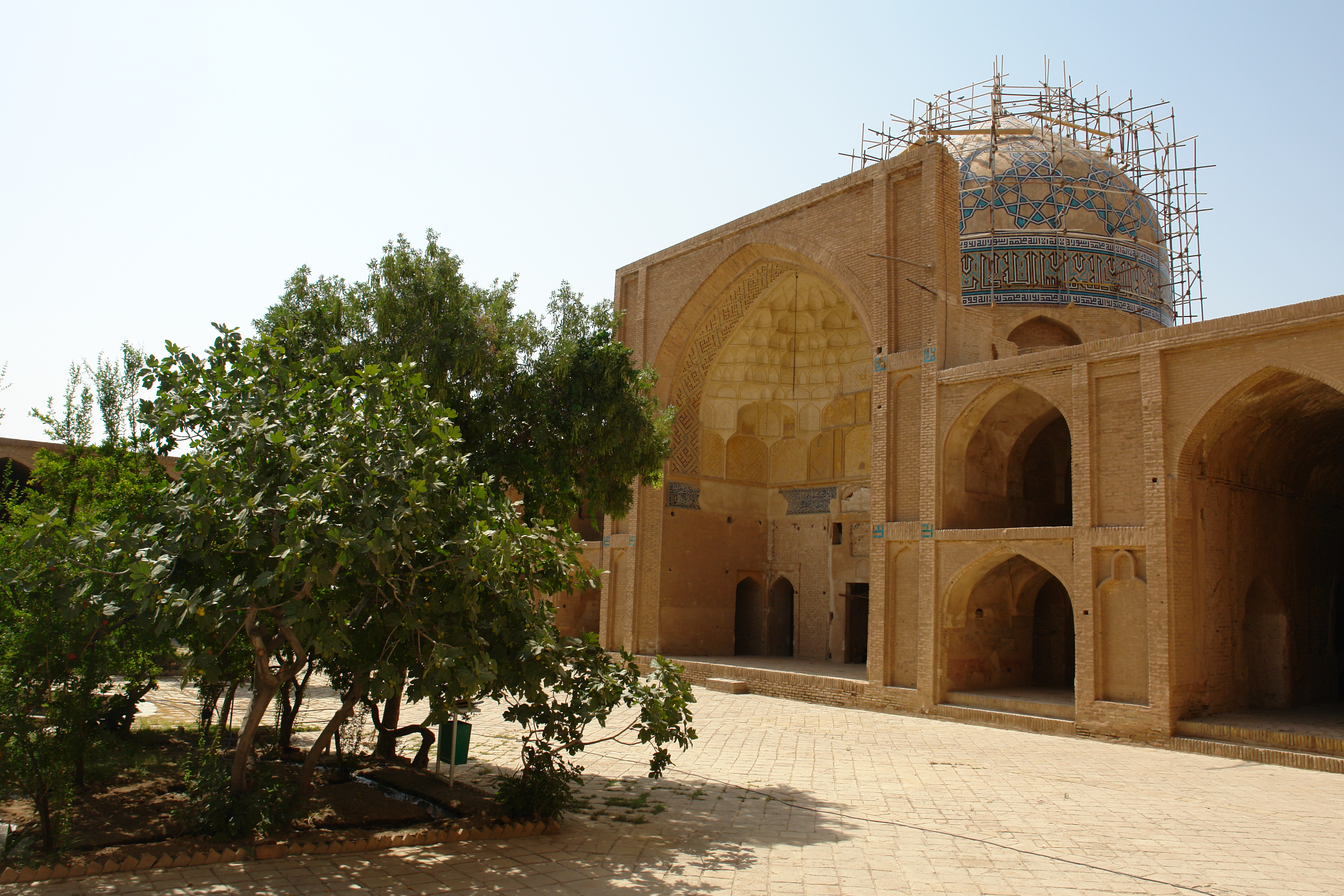
نمایی از مسجد جامع ساوه
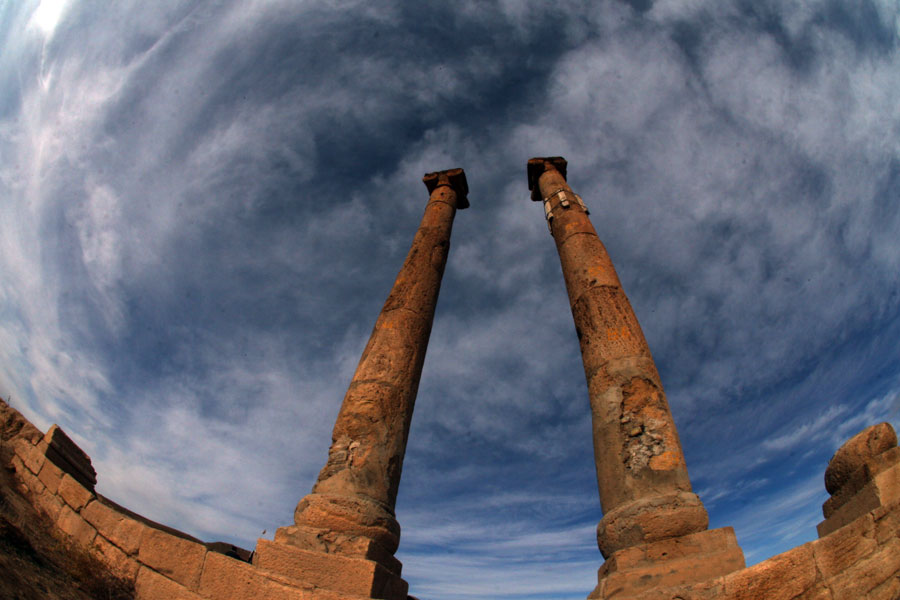
سرستون‌های معبد خورهه محلات
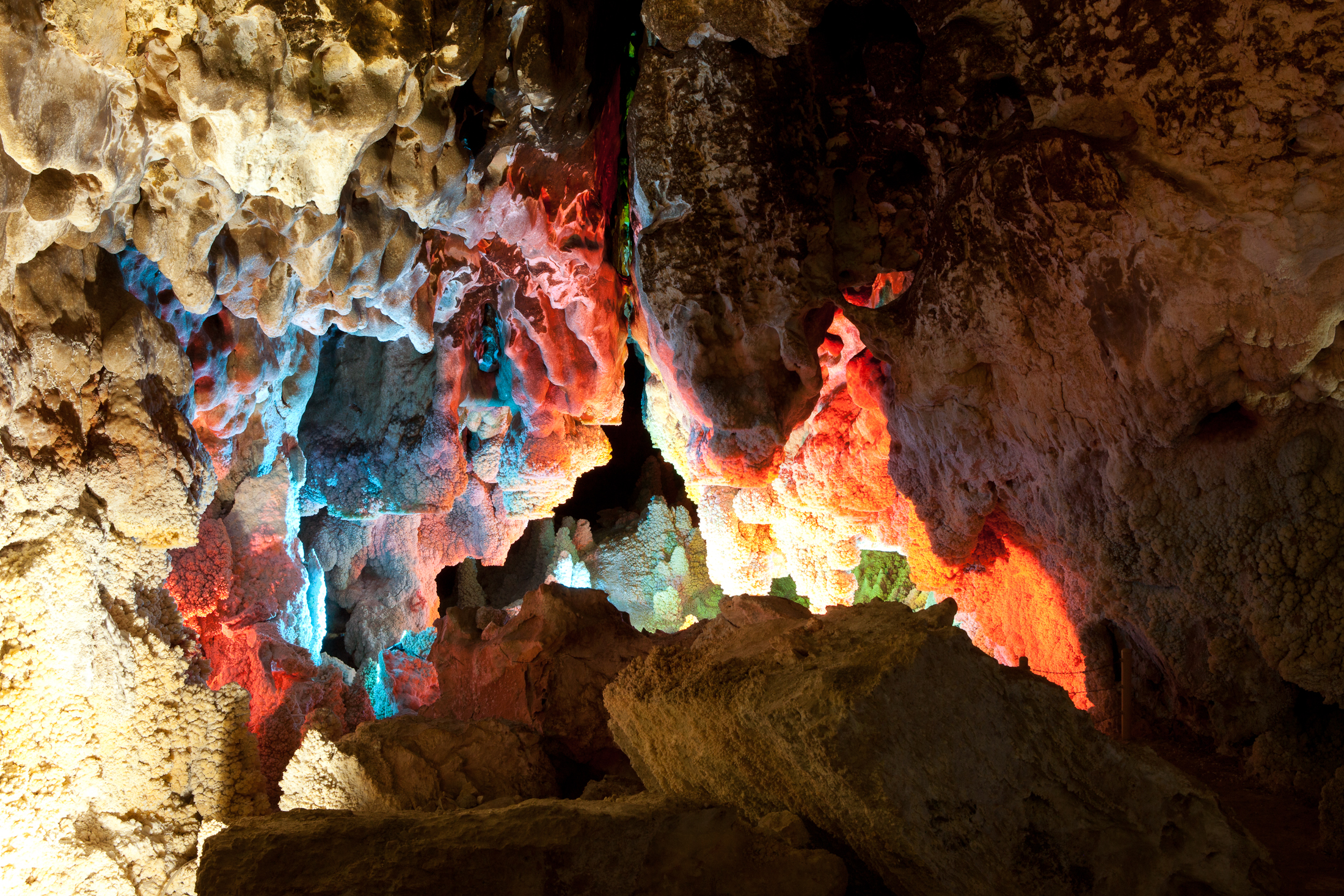
غار چال نخجیر دلیجان